# San Martín y Mudrián
San Martín y Mudrián er en kommune i det centrale Spanien i provinsen Segovia. Den har et indbyggertal på 251 (2024) indbyggere.